# Chaunanthus acuminatus
Chaunanthus acuminatus là một loài thực vật có hoa trong họ Cải. Loài này được (Rollins) R.A.Price & Al-Shehbaz mô tả khoa học đầu tiên năm 2001.